# Heinz Pichlmaier
Heinz Pichlmaier (* 10. November 1930 in München; † 28. April 2019) war ein deutscher Chirurg und Hochschullehrer.

## Leben
Heinz Pichlmaier war ein Sohn des Arztes und Zahnarztes Karl Pichlmaier aus München. Heinz Pichlmaier machte 1948 am Theresien-Gymnasium München Abitur. 1949 begann er ein kombiniertes Studium der Zahn- und Humanmedizin an der Ludwig-Maximilians-Universität München. 1953 wurde er mit der Arbeit Über den Einfluss der Atemtechnik und anderer Nebenbedingungen auf die Resorption von Aerosolen in den gesunden und kranken Atemwegen zum Dr. med. dent. und 1957 mit der Arbeit Ein Beitrag zum Krankheitsbild und zur Behandlung des Paraffinoms zum Dr. med. promoviert. Pichlmaier begann 1957 seine Zeit als Medizinalassistent in der Inneren Medizin bei Gustav Bodechtel (1899–1983), es folgten Tätigkeiten in der Gynäkologie bei Werner Bickenbach und der Chirurgie bei Emil Karl Frey. Seine Weiterbildungszeit verbrachte Pichlmaier von 1959 bis 1966 an der Chirurgischen Universitätsklinik in München bei Frey und dessen Nachfolger Rudolf Zenker, unterbrochen von einem Ausbildungsaufenthalt am St. Marks Hospital in London. Die Approbation als Arzt erhielt er 1960, 1964 die Anerkennung als Facharzt für Chirurgie.
1965 habilitierte sich Pichlmaier für das Fach Chirurgie mit einer Arbeit über Die Bedeutung der Lymphozyten für die Homotransplantation. Ab 1966 leitete er die Abteilung für Allgemeinchirurgie und Thoraxchirurgie der Universitätsklinik München und baute eine aseptische Transplantationseinheit auf. 1967 besuchte er mit Hilfe eines Stipendiums der Deutschen Forschungsgemeinschaft mehrere Universitäten in den USA und Kanada, um die Fortschritte der dortigen Chirurgie kennenzulernen. 1971 wurde Pichlmaier zum außerplanmäßigen Professor ernannt. 1972 hatte er einen Studienaufenthalt in Paris bei Jean-Louis Lortat-Jacob (1908–1992), um die dortige Ösophaguschirurgie zu studieren, und wurde er mit der Organisation einer Abteilung für Nierentransplantation betraut.
1974 erhielt Pichlmaier einen Ruf an die Uniklinik Köln und übernahm dort den Lehrstuhl für Allgemeine Chirurgie als Nachfolger von Georg Heberer (1920–1999) und wurde gleichzeitig zum Direktor der Chirurgischen Universitätsklinik der Universität zu Köln ernannt. Zwischen 1979 und 1981 war Pichlmaier auch Vorsitzender der dortigen Ethikkommission, 1981 und 1982 war er Dekan der Medizinischen Fakultät.
1996 beendete Pichlmaier seine ärztlichen Tätigkeiten und trat in den Ruhestand.

## Wirken
Schwerpunkte Pichlmaiers Arbeit waren in der Thoraxchirurgie die Chirurgie der Speiseröhre, der Luftröhre und der Lunge, in der Bauchchirurgie die Chirurgie der Leber. Er widmete sich der Transplantationschirurgie – insbesondere der Nierentransplantation – und der Gefäßchirurgie.
1983 wurde unter Pichlmaiers Leitung innerhalb der Klinik für Chirurgie die erste Station für palliative Therapie in der Bundesrepublik Deutschland etabliert. 1984 wurde diese Einheit durch einen Hausbetreuungsdienst und das „Bildungsforum Chirurgie“ zur Verbreitung der Ideen und Erfahrungen ergänzt. Alle drei Einrichtungen wurden durch die Deutsche Krebshilfe gefördert. 1992 konnte – wiederum mit Unterstützung der Deutschen Krebshilfe – das „Dr.-Mildred-Scheel-Haus für Palliativmedizin“ bezogen werden, das heute 15 Betten, eine Ambulanz, den Hausbetreuungsdienst und die „Dr.-Mildred-Scheel-Akademie für Forschung und Bildung“ als Nachfolgerin des Bildungsforums beherbergt. 1994 gründete Pichlmaier die Deutsche Gesellschaft für Palliativmedizin (DGP), deren Präsident er von 1994 bis 1998 war. 2004 wurde ein Lehrstuhl für Palliativmedizin an der Universität zu Köln eingerichtet und mit Raymond Voltz (* 1963) besetzt.
1994 wurde Pichlmaier als stellvertretendes Mitglied, 1999 als Mitglied in die Gutachterkommission für ärztliche Behandlungsfehler bei der Ärztekammer Nordrhein berufen. 1995 wurde er zum Vorsitzenden der „Zentralen Kommission zur Wahrung ethischer Grundsätze in der Medizin und ihren Grenzgebieten“ („Zentrale Ethikkommission“) bei der Bundesärztekammer berufen. Die Kommission hat in den drei Amtsperioden unter dem Vorsitz Pichlmaiers (bis 2004) neun Stellungnahmen und Erklärungen zu acht Themen verfasst, unter anderem zum Schutz nicht-einwilligungsfähiger Personen in der medizinischen Forschung (1997), zur Stammzellforschung (2002) und zur Forschung mit Minderjährigen (2004).
Pichlmaier war Mitglied zahlreicher deutscher und ausländischer Fachgesellschaften. Von 1991 bis 1995 war er Herausgeber des Zentralblattes für Chirurgie, von 1994 bis 2004 Fachredakteur für Chirurgie des Deutschen Ärzteblattes. Pichlmaier hat über 470 Publikationen in Fachzeitschriften und zahlreiche Buchbeiträge verfasst. Mit Friedrich-Wilhelm Schildberg ist er Herausgeber des Bandes Thoraxchirurgie der Kirschnerschen allgemeinen und speziellen Operationslehre. Er hat bei der Erstellung von interdisziplinären Leitlinien der Deutschen Krebsgesellschaft und der Deutschen Gesellschaft für Chirurgie mitgewirkt.

## Ehrungen
2005 erhielt Pichlmaier die Paracelsus-Medaille der deutschen Ärzteschaft, da er „sich durch seine vorbildliche Haltung als Arzt, Kliniker, Wissenschaftler und akademischer Lehrer, als Pionier der nationalen Palliativbewegung, Mitglied einer Gutachterkommission sowie Vorsitzender der Nationalen Ethikkommission um die ärztliche Versorgung, das Gesundheitswesen, die ärztliche Selbstverwaltung und um das Gemeinwohl in der Bundesrepublik Deutschland in hervorragender Weise verdient gemacht“ hat.

## Einzelbelege
1. ↑  Traueranzeige Professor Dr. med. Dr. med. dent. Heinz Pichlmaier, FAZ vom 3. Mai 2019
2. ↑  Paracelsus-Medaille für Professor Dr. med. Dr. med. dent. Heinz Pichlmaier. 2005, abgerufen am 5. Februar 2015

| Personendaten    | Personendaten                         |
| ---------------- | ------------------------------------- |
| NAME             | Pichlmaier, Heinz                     |
| KURZBESCHREIBUNG | deutscher Chirurg und Hochschullehrer |
| GEBURTSDATUM     | 10. November 1930                     |
| GEBURTSORT       | München                               |
| STERBEDATUM      | 28. April 2019                        |